# Motor axial

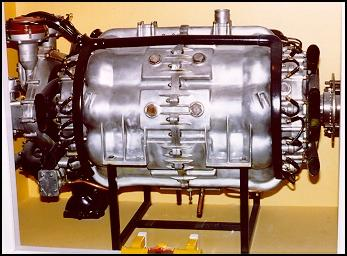
Motor de barril Almen A-4

Los motores axiales (también conocidos como motores de barril o motores de cigüeñal en Z) son un tipo de motor de combustión interna alternativo con sus pistones dispuestos paralelamente al eje de salida principal y alrededor del mismo. La denominación de barril se refiere a la forma del grupo de cilindros (resultado de que los pistones están espaciados uniformemente alrededor del cigüeñal central y alineados en paralelo a su eje) mientras que la manivela en Z alude a la forma del cigüeñal.

## Características generales
La ventaja clave del diseño axial es que los cilindros están dispuestos en paralelo alrededor del eje de salida/cigüeñal, en contraste con los motores radiales y en línea, que tienen los cilindros situados en ángulo recto con respecto al eje de salida. Como resultado, es un motor cilíndrico muy compacto, que además permite variar la relación de compresión del motor mientras está en funcionamiento. En un motor de plato oscilante, los vástagos del pistón permanecen paralelos al eje, y las fuerzas laterales del pistón que causan un desgaste excesivo pueden eliminarse casi por completo. Se elimina el cojinete de biela tradicional, uno de los elementos más problemáticos de un motor tradicional.
Un diseño alternativo, el motor de leva Rand, reemplaza la placa con una o más superficies de leva sinusoidales. Las paletas montadas paralelas a un eje situado dentro de un 'barril' cilíndrico que son libres de deslizarse hacia arriba y hacia abajo accionan la leva sinusoidal. Los segmentos formados por el rotor, las paredes del estátor y las paletas constituyen las cámaras de combustión. En efecto, estos espacios sirven al mismo propósito que los cilindros de un motor axial, y la superficie de la leva sinusoidal actúa como la cara de los pistones. Por otro lado, esta forma sigue los ciclos normales de combustión interna, pero con la combustión del gas ejerciendo directamente una fuerza sobre la superficie de la leva, que se traduce en una fuerza de rotación sincronizando una o más detonaciones. Este diseño elimina los múltiples pistones recíprocos, las rótulas y la placa oscilante de un motor de "barril" convencional, pero depende fundamentalmente del sellado efectivo proporcionado por las superficies deslizantes y giratorias.
En cualquier forma, el motor axial o de 'barril' puede considerarse como un tipo particular de motor de leva. Es similar a un sistema de placa oscilante en el que los pistones presionan hacia abajo sobre la placa en secuencia, impartiendo un momento lateral que se traduce en un movimiento rotatorio. Este movimiento se puede simular colocando un disco compacto en el centro de un rodamiento de bolas y presionando hacia abajo en lugares progresivos alrededor de su circunferencia. La diferencia es que mientras un plato oscilante oscila en nutación, un plato oscilante describe una rotación.)
Si bien los motores axiales son difíciles de diseñar para que sean prácticos a velocidades de giro típicas de otros motores, se han probado algunos motores de levas que ofrecen un tamaño extremadamente compacto (aproximado a un cubo de seis pulgadas (150 mm)) pero que producen aproximadamente cuarenta caballos a unas 7000 rpm, útil para aeronaves ligeras. La atracción de motores ligeros y mecánicamente simples (muchas menos partes móviles importantes, en forma de rotor más doce paletas axiales que forman veinticuatro cámaras de combustión), incluso con una vida útil finita, tiene una aplicación obvia para aviones pequeños no tripulados. Dicho diseño quedó presuntamente probado en el año 2003 en el NAVAIR PSEF.

## Historia

### Macomber

Animación de un plato oscilante cíclico. Téngase en cuenta que el plato cíclico está sujeto al eje, por lo que gira con él

En 1911, la Macomber Rotary Engine Company de Los Ángeles comercializó uno de los primeros motores axiales de combustión interna, fabricado por Avis Engine Company de Allston, Massachusetts. Era una unidad de cuatro tiempos refrigerada por aire, que tenía siete cilindros y una relación de compresión ajustable, modificada al cambiar el ángulo de la placa de oscilación y, por lo tanto, la longitud de la carrera del pistón. Se le llamó "motor rotativo", porque todo el motor giraba excepto las carcasas de los extremos.
El encendido consistía en una  magneto Bosch impulsada directamente desde los engranajes de levas. Luego, la corriente de alta tensión se transmitía a un electrodo fijo en la caja del cojinete delantero, desde el que se alimentaban las bujías en las culatas de los cilindros a medida que pasaban a una distancia de 1/16 de pulgada (1,5 mm). Según la literatura de Macomber, estaba "garantizado que no se sobrecalentaría".
Se afirmó que el motor podía funcionar entre 150 y 1.500 rpm. A la velocidad normal de 1.000 rpm, supuestamente desarrollaba 50 hp. Pesaba 230 libras (104,3 kg) y tenía 28 pulgadas (711,2 mm) de largo por 19 pulgadas (482,6 mm) de diámetro.
El aviador pionero Charles Francis Walsh voló en un avión propulsado por un motor Macomber en mayo de 1911, el "Walsh Silver Dart".

### Statax
En 1913, la empresa Statax-Motor de Zúrich, Suiza, introdujo un diseño de motor de plato cíclico. Solo se produjo un prototipo, que actualmente se encuentra en el Museo de Ciencias de Londres. En 1914, la empresa se trasladó a Londres para convertirse en la Statax Engine Company y planeó introducir una serie de motores rotativos; un 3 cilindros de 10 hp, uno de 5 cilindros de 40 hp, uno de 7 cilindros de 80 hp, y uno de 10 cilindros de 100 hp.
Parece que solo se produjo el diseño de 40 hp, que se instaló en un Caudron G.II para el Aerial Derby británico de 1914, pero se retiró antes del vuelo. Hansen introdujo una versión totalmente de aluminio de este diseño en 1922, pero no está claro si se llegaron a producir algunas unidades. La división alemana de Statax introdujo versiones muy mejoradas en 1929, que producían 42 hp en una nueva versión con válvulas de camisa conocida como la 29B. Greenwood y Raymond de San Francisco (California) adquirieron los derechos de patente para EE. UU., Canadá y Japón, y planearon un 5 cilindros de 100 hp y uno de 9 cilindros de 350 hp.

### Michell
En 1917, Anthony Michell obtuvo patentes para el diseño de su motor de plato cíclico. Su característica única era el medio de transferir la carga de los pistones al plato cíclico, que se lograba mediante el uso de zapatas de deslizamiento inclinables que se deslizaban sobre una película de aceite. Otra innovación de Michell fue su análisis matemático del diseño mecánico, incluida la masa y el movimiento de los componentes, para que sus motores estuvieran en perfecto equilibrio dinámico a todas las velocidades.
En 1920, Michell estableció la Crankless Engines Company en Fitzroy (Australia) y produjo prototipos funcionales de bombas, compresores, motores de automóviles y motores aeronáuticos, todos basados en el mismo diseño básico. El diseñador de motores Phil Irving trabajó para la Crankless Engine Company de Michell, procedente de HRD.
Varias empresas obtuvieron una licencia de fabricación para el diseño de Michell. La más exitosa de ellas fue la empresa británica Waller and Son, que producía propulsores de gas.
El motor sin cigüeñal más grande de Michell fue el XB-4070, un motor de avión diésel construido para la Marina de los Estados Unidos. Constaba de 18 pistones, tenía una potencia de 2000 caballos y pesaba 2150 libras (975,2 kg).

### John O. Almen
El estadounidense John O. Almen de Seattle, Washington diseñó motores de barril experimentales para uso aeronáutico, probados a principios y a mediados de la década de 1920. El Almen A-4 refrigerado por agua (con 18 cilindros, dos grupos de nueve cada uno opuestos horizontalmente) había pasado sus pruebas de aceptación por el Cuerpo Aéreo del Ejército de los Estados Unidos. Sin embargo, nunca entró en producción, según se informa, debido a los fondos limitados y al creciente énfasis del Cuerpo Aéreo en los motores radiales refrigerados por aire. El A-4 tenía un área frontal mucho más pequeña que los motores refrigerados por agua de potencia comparable y, por lo tanto, ofrecía mejores posibilidades de racionalización. Tenía una potencia de 425 caballos (317 kW) y pesaba solo 749 libras (340 kg), lo que le daba una relación potencia/peso superior a 1:2, un logro de diseño considerable en ese momento.

### Heraclio Alfaro
Heraclio Alfaro Fournier era un aviador español que fue nombrado caballero a la edad de 18 años por el rey Alfonso XIII por haber diseñado, construido y volado el primer avión de España. Desarrolló un motor de barril para uso aeronáutico que luego fue producido por la compañía fabricante de motocicletas Indian como el Alfaro. Fue un ejemplo perfecto de una aplicación de innovación total, ya que incluía un sistema de válvulas de camisa basado en una culata giratoria, un diseño que nunca entró en producción en ningún motor. Más tarde, Stephen duPont, hijo del presidente de la Indian Motorcycle Company, quien había sido uno de los estudiantes de Alfaro durante el diseño del helicóptero Doman, lo desarrolló aún más en el Instituto de Tecnología de Massachusetts.

### Bristol
El Motor Axial Bristol de mediados de la década de 1930 fue diseñado por Charles Benjamin Redrup para la Bristol Tramways and Carriage Company. Era un propulsor de placa oscilante de 7 litros y 9 cilindros. Originalmente se concibió para utilizarse en autobuses, posiblemente porque su formato compacto permitiría instalarlo debajo del suelo del vehículo. El motor tenía una sola válvula giratoria para controlar la inducción y el escape. Se utilizaron varias variantes en los autobuses de Bristol a finales de la década de 1930. El motor pasó por varias versiones, desde la RR1 a la RR4, que tenían una potencia de 145 hp a 2900 rpm. El desarrollo se detuvo en 1936 tras un cambio de dirección en la empresa de Bristol.

### Wooler
Quizás el más refinado de los diseños fue el motor británico de placa oscilante Wooler de 1947. Este motor de 6 cilindros fue diseñado por John Wooler, más conocido como diseñador de motores de motocicleta, para uso aeronáutico. Era similar al motor axial de Bristol, pero tenía dos placas oscilantes, impulsadas por 12 pistones opuestos montados en 6 cilindros. El motor a menudo se denomina incorrectamente motor de plato cíclico. Un solo ejemplo se conserva en la Airplane Gallery del Museo de Ciencias de Londres.

### H.L.F. Trebert
Algunos motores de barril pequeños fueron producidos por H.L.F. Trebert Engine Works de Rochester (Nueva York) para uso marino.

## Actualidad

### Dyna-Cam
El motor Dyna-Cam provino originalmente de un diseño de los hermanos Blazer, dos ingenieros automotrices estadounidenses que habían trabajado para Studebaker en 1916, durante la Época de Latón del automóvil. Vendieron los derechos a Karl Herrmann, jefe de ingeniería de Studebaker, quien desarrolló el concepto durante muchos años, obteniendo finalmente la patente estadounidense 2237989 en 1941. Posee 6 pistones de doble extremo que funcionan en 6 cilindros, y sus 12 cámaras de combustión se encienden en cada revolución del eje de transmisión. Los pistones impulsan una leva en forma de senoidal, a diferencia de un plato oscilante, de ahí su nombre (cam en inglés significa "leva").
En 1961, a la edad de 80 años, Herrmann vendió los derechos a uno de sus empleados, Edward Palmer, quien fundó la Dyna-Cam Engine Corp. junto con su hijo Dennis. El hijo de Edward, Dennis, y su hija Pat instalaron el motor en un avión Piper Arrow, que se hizo volar durante aproximadamente 700 horas desde 1987 hasta 1991. Su motor de mayor duración funcionó durante casi 4000 horas antes de la revisión. Dyna-Cam abrió una instalación de investigación y desarrollo alrededor de 1993 y ganó varios premios de la NASA, la Marina de los Estados Unidos, el Cuerpo de Marines de los Estados Unidos, la Comisión de Energía de California, el Distrito de Gestión de la Calidad del Aire, y la Alianza Tecnológica Regional de Los Ángeles por diferentes variaciones del mismo motor Dyna-Cam. Cerca de 40 motores prototipo fueron construidos por Herrmann Group y otros 25 fueron construidos por Dyna-Cam Group desde que adquirieron el motor y abrieron su taller. Se otorgó una nueva patente a Dennis Palmer y Edward Palmer, primero en 1985 y luego varias más alrededor del año 2000 a Dennis Palmer. En 2003, los activos de Dyna-Cam Engine Corporation fueron adquiridos por Aero-Marine Corporation, que cambió su nombre a Axial Vector Engine Corporation. Axial Vector luego rediseñó totalmente el motor de levas. El nuevo motor de Axial Vector, como muchos de los otros en esta lista, sufre el problema de la acumulación de tecnologías novedosas, incluidas las válvulas y el encendido piezoeléctricos, camisas de cilindros de cerámica sin anillos de pistón y otras características avanzadas. Tiene poca similitud con los motores originales Herrmann y Dyna-Cam, ya que el motor Dyna-Cam usaba válvulas convencionales, anillos de pistón, no empleaba materiales cerámicos no probados y en realidad volaba en un avión y también propulsó una embarcación "Eliminator" de 20 pies (6,1 m) durante más de cuatro años.

### Covaxe
La empresa británica Covaxe Limited (conocida como FairDiesel Limited hasta 2017) estaba diseñando motores diésel de cilindro de pistón opuesto de dos tiempos que utilizan levas no sinusoidales, para aplicaciones industriales y para uso aeronáutico. Los diseños de sus motores van desde 2 cilindros, con 80 mm de diámetro, hasta 32 cilindros, con 160 mm de diámetro.

### Duke Engines
La empresa neozelandesa Duke Engines, fundada en 1993, ha creado varios motores diferentes e instaló uno en un automóvil en 1999. El motor funciona con una plataforma de motor de combustión interna de 5 cilindros, 3 litros y 4 tiempos con su disposición axial única, que se encuentra en su tercera generación. Debido a un diseño sin válvulas, el motor Duke pierde menos energía entre las carreras de potencia. Los prototipos actuales de los motores de Duke afirman coincidir con las características de los motores de combustión interna convencionales, pero con menos piezas y son un 30% más ligeros. Esto va en la dirección de desarrollar un motor más eficiente. Durante su evolución, el Duke ha sido probado en MAHLE Powertrain en el Reino Unido y en los Estados Unidos. Los resultados de las pruebas muestran que tiene capacidad para utilizar varios combustibles. Los beneficios de ligereza y compacidad del motor Duke deberían hacer que este diseño sea ideal para motores de motocicletas; y estos beneficios podrían hacer que el motor sea adecuado también para aviones ligeros. Hay pocos datos sobre si el motor Duke es equilibrado dinámicamente, aunque se sabe que el eje principal tiene un gran contrapeso adjunto.

### Módulo de Energía Cilíndrico
El Módulo de Energía Cilíndrico (Cylindrical Energy Module en inglés; abreviado como CEM) es un motor de placa cíclica de onda sinusoidal que también se puede utilizar como una bomba independiente, alimentado por una fuente externa. El conjunto del rotor del plato oscilante giratorio se mueve hacia adelante y hacia atrás con la ayuda de los pasadores de impulsión del pistón, que siguen una pista de leva sinusoidal estacionaria que rodea el conjunto del rotor.

## Aplicaciones
- La aplicación más conocida es en torpedos, donde la forma cilíndrica es deseable. El moderno Torpedo Mark 48 está propulsado por un motor de plato cíclico de 500 hp acoplado a un propulsor hidrojet. Está alimentado por Otto Fuel, un monopropelente que no requiere suministro de oxígeno y puede propulsar el torpedo hasta una velocidad de 65 nudos (120,4 km/h) (74.56 mph).[22]
- Otras aplicaciones incluyen motores neumáticos e hidráulicos, transmisiones hidrostáticas como los sistemas Hondamatic de Honda, transmisiones variables continuas[23] y bombas de acondicionadores de aire.[24] Además, algunos Motores Stirling utilizan una disposición de plato cíclico, como por ejemplo, el motor STM 4-120 de Stirling Thermal Motors.[25]